# Charminus
Charminus là một chi nhện trong họ Pisauridae.